# Madagaskar-Weißschwanzratte

Verbreitungsgebiet der Madagaskar-Weißschwanzratte

Die Madagaskar-Weißschwanzratte (Brachytarsomys albicauda) ist ein Nagetier in der Unterfamilie der Madagaskar-Ratten. Der Fundort des Typusexemplars wurde sehr weit gefasst im mittleren Teil der Insel angegeben, obwohl die Art nur im Osten vorkommt.

## Merkmale
Erwachsene Exemplare erreichen eine Kopf-Rumpf-Länge von 223 bis 235 mm, eine Schwanzlänge von 220 bis 245 mm und ein Gewicht von 235 bis 280 g. Der Körper ist mit weichem Fell bedeckt, das eine wollige und leicht zottige Textur hat. Das graubraune Fell der Oberseite ändert sich zu den Flanken und zum Kopf hin in rotbraun. Auf der Unterseite und an den Extremitäten ist cremefarbenes Fell vorhanden. Typisch sind recht kurze Ohren und ein leicht behaarter schwarzbrauner Schwanz, bei dem die 8 bis 10 mm lange Spitze weiß ist. Gelegentlich treten rötliche Töne auf der Unterseite auf. Bei der zweiten rezenten Art der Gattung, der Nördlichen Madagaskar-Weißschwanzratte (Brachytarsomys villosa), ist das Fell weniger rötlich und der Schwanz dichter behaart. Die acht Zitzen der Weibchen sind paarig angeordnet.

## Verbreitung und Lebensweise
Die Art bewohnt das östliche Bergland Madagaskars. Sie hält sich in Regionen zwischen 450 und 1875 Meter Höhe auf. Die Madagaskar-Weißschwanzratte lebt in feuchten Wäldern.
Die nachtaktiven Exemplare ruhen am Tage in Baumhöhlen, die bis zu 2,5 Meter über dem Grund liegen. Sie klettern bei der Nahrungssuche im Bewuchs. Wenige Studien stellten Früchte, Pflanzensamen und junge Blätter als Nahrung fest. Ein Lager mit Samen der Pflanzengattung Canarium (Balsambaumgewächse) wurde vermutlich von dieser Art angelegt. Ein Exemplar nutzte mit einem Büschelohrmaki eine gemeinsame Baumhöhle. Es sind bis zu sechs Neugeborene pro Wurf bekannt.

## Gefährdung
Die Umwandlung der Wälder in Ackerflächen und Baumfällungen zur Erzeugung von Holzkohle wirken sich negativ aus. In begrenzten Regionen sterben fast alle Exemplare der Art aufgrund von mit fremden Nagetieren eingeschleppten Krankheiten. Im Gegensatz zu den meisten anderen Nagetieren wird die Madagaskar-Weißschwanzratte als Fleischquelle gejagt. Das Tier wird von den Einheimischen als eine Entsprechung eines Lemurs betrachtet. In den schwer zugänglichen hohen Berglagen scheint die Population recht groß zu sein. Die IUCN listet die Art als nicht gefährdet (least concern).